# Кровь в обмен на пыль
«Кровь в обмен на пыль» (англ. Blood for Dust) — американский криминальный боевик 2023 года режиссёра Рода Блэкхерста, по сценарию Дэвида Эбельтофта. Главные роли в фильме исполнили Скут Макнейри, Кит Харингтон и Джош Лукас.
Премьера фильма в США запланирован на 19 апреля 2024 года.

## Сюжет
1990-е годы, экономический спад в США. Плохие времена вновь сводят вместе неудачливого коммивояжера Клиффа и его старого друга Рикки. Пока Клифф продаёт дефибрилляторы, Рики зарабатывает на жизнь незаконными сделками с наркотиками и оружием. Надеясь быстро заработать, Клифф соглашается работать вместе с Рики, который расширяет свой бизнес и занимается поставками наркотиков и оружия через всю страну для босса картеля Джона.

## В ролях
- Скут Макнейри — Клифф
- Кит Харингтон — Рики
- Джош Лукас — Джон
- Нора Зехетнер — Эми
- Итан Сьюпли — Слим
- Стивен Дорфф — Гас

## Производство
В мае 2022 года стало известно, что главные роли в фильме получили Макнейри, Харингтон и Лукас.
Съёмки фильма проходили в Биллингсе, штат Монтана, и его окрестностях и завершились в декабре 2022 года.
Премьера фильма состоялась на кинофестивале «Трайбека» в июне 2023 года.
Европейская премьера фильма состоялась на фестивале американского кино в Довиле (Франция) 3 сентября 2023 года.
В марте 2024 года компания The Avenue приобрела права на прокат фильма, дата премьера — 19 апреля 2024 года.

## Отзывы и оценки
На сайте Rotten Tomatoes фильм имеет рейтинг 85 % основанный на 20 отзывах, со средней оценкой 6.7/10.
Питер Дебрюге в рецензии для Variety дал фильму положительную рецензию и написал: «Опираясь на сильный, покерный ансамбль, у которого хватает здравого смысла скрывать угрозу, которую каждый из них привносит, фильм проделывает отличную работу, заставляя знакомый гамбит чувствовать себя непредсказуемым».
Джордан Минтцер в рецензии для The Hollywood Reporter также дал фильму положительную рецензию и написал: «Хорошо реализованный, но не показывающий новых перспектив».
В 2023 году фильм получил приз за лучший фильм на Международном кинофестивале в Сан-Диего.